# Мишићи главе
Мишиће главе сачињавају две велике мускулаторне групе:
- површински или поткожни мишићи, и
- дубоки или мастикаторни мишићи.

## Површински мишићи
Површински мишићи су танки, пљоснати и леже у поткожном ткиву лица и крова лобање. Са изузетком мишића образа, сви они немају своје фасцијалне омотаче и различито су развијени код појединих особа.
Поткожни мишићи се припајају на костима, хрскавицама, апонеурози свода лобање и на дубокој страни коже лица и лобање. Сви су инервисани гранчицама фацијалног живца, па при његовој повреди долази до одузетости већег дела мускулатуре. Ови мишићи учествују у отварању и затварању природних отвора око којих су локализовани, делују при жвакању, гутању и говору, а осим тога дају карактеристичне изразе лицу (због чега их називају и мимични мишићи).
Мимична мускулатура представља веома сложену целину, која одражава целокупно душевно стање човека (радост, тугу, љутњу, изненађење и сл). Она се налази под утицајем воље и сложених рефлексних центара у мозгу.

## Дубоки мишићи
Дубоки мишићи главе учествују превасходно у процесу жвакања хране и представљају целину са анатомског, физиолошког и ембрионалног становишта. Они се припајају на скелету лобање и доњој вилици, а инервисани су бочним гранама мандибуларног живца. Својим дејством они учествују у подизању и спуштању мандибуле, узимању хране, говору итд.